# 天鵝座OB2＃12
天鵝座OB2#12（Cygnus OB2 #12）是一個光度極高的藍色特超巨星，其絕對熱星等（計算所有電磁輻射能量的絕對星等）為-12.2，已到達了正常恆星可能的光度上限。部分學者認為它可能是高光度藍變星。
刚发现时认为該恆星的光度是太陽的6百萬倍，但是2012的新观测确认其光度大约是190万倍太阳光度，是銀河系中光度最高的恆星之一。这个恒星光谱型为B3Ia0，与著名的手枪星十分类似，该星相比手枪星稍小但是温度更高，质量则与手枪星相仿，大约是90-120个太阳质量。
天鵝座OB2#12是天鵝座OB2星團的成員星，這個位在天鵝座的星團距離地球約5000光年，是許多年輕高質量恆星聚集的星團，但該星團是位在銀河系中有大量星際塵埃的區域，因此發出的可見光被大量吸收，難以從地球觀察。这个恒星有一个伴星，亮度为主星的10%。
如果該恆星的可見光未被星際塵埃大量消光，其視星等將會是接近天鵝座主星天津四的1.5等，但因為大量星際塵埃緣故，其視星等是11.4等，需要以雙筒望遠鏡或小型天文望遠鏡觀測。
天鵝座OB2#12是高光度藍變星的候選者。依照它的光度和光譜類型，它在赫羅圖上高光度藍變星的位置。但至今尚未觀測到它的亮度變化，雖然自發現它開始已經發現它的光譜有變化。